# Borki (Oriol)
|  | Per a altres significats, vegeu «Borki». |

Borki (en rus: Борки) és un poble (un possiólok) de l'óblast d'Oriol, a Rússia, segons el cens del 2010 tenia 61 habitants, pertany al municipi de Russki Brod.